# Branka Katić
Branka Katić, cyr. Бранка Катић (ur. 20 stycznia 1970 w Belgradzie) – serbska aktorka filmowa.
Zadebiutowała jako aktorka w serbskim filmie Nije lako sa muškarcima, kiedy miała 14 lat. Studiowała na Akademii Sztuk Dramatycznych w Nowym Sadzie. Później pojawiała się na deskach teatrów. Sławę przyniosła jej rola w filmie Czarny kot, biały kot (Crna mačka, beli mačor) oraz Wrogowie publiczni (Public Enemies).

## Wybrana filmografia
- 1998: Czarny kot, biały kot (Crna mačka, beli mačor)
- 1999: Wojownicy (Warriors)
- 2000: W lipcu (Im Juli)
- 2002: Dziesięć minut później – Wiolonczela (Ten Minutes Older: The Cello)
- 2003: Jagoda w supermarkecie (Jagoda u supermarketu)
- 2004: Cywilne życie (Pad u raj)
- 2004: Naga prawda o miłości (The Truth About Love)
- 2009: Wrogowie publiczni (Public Enemies)